# سکوت بزرگ (فیلم ۱۹۶۸)
سکوت بزرگ (ایتالیایی: Il grande silenzio) یک فیلم وسترن اسپاگتی به کارگردانی سرجو کوربوچی محصول سال ۱۹۶۸ است. این فیلم در کنار جانگو شاهکار کوربوچی و از مهم‌ترین فیلم‌های وسترن اسپاگتی به‌شمار می‌رود که کارگردانی غیر از سرجو لئونه ساخته است.
نقش‌آفرینی‌های برجستهٔ ترنتینیان، کینسکی، مک‌گی، ولف و پیستیلی، بهره‌گیری درخشان فیلم از چشم‌اندازهای برفی، عدول از قواعد ژانر وسترن، پایان‌بندی و در نهایت موسیقی انیو موریکونه از نقاط تحسین‌شدهٔ سکوت بزرگ محسوب می‌شوند.

## بازیگران
- ژان-لویی ترنتینیان
- کلاوس کینسکی
- فرانک ولف
- لوئیجی پیستیلی
- ونتا مک‌گی
- ماریزا مرلینی
- ماریو برگا
- ورنر پوخت
- لوچانو روسی
- کارلو دآنجلو
- آدریانا جوفره
- میمو پُلی
- راف بالتاساره
- برونو کوراتساری
- فورتوناتو آرنا
- رِمو دِ آنجلیس
- آلدو رالی